# Jiao (Yangquan)
Jiao (郊区,  Jiāo Qū – „Vorstadt-Bezirk“) ist ein Stadtbezirk der bezirksfreien Stadt Yangquan in der chinesischen Provinz Shanxi. Er hat eine Fläche von 583,3 km² und zählt 275.094 Einwohner (Stand: Zensus 2020).

## Administrative Gliederung
Auf Gemeindeebene setzt sich der Stadtbezirk aus acht Großgemeinden und acht Gemeinden zusammen. 